# 熱伝導率
熱伝導率（ねつでんどうりつ、英語: thermal conductivity）とは、温度勾配により生じる伝熱のうち、熱伝導による熱の移動のしやすさを規定する物理量である。熱伝導度や熱伝導係数とも呼ばれる。記号は λ, κ, k などで表される。
国際単位系（SI）における単位はワット毎メートル毎ケルビン（W/m K）であり、SI接頭語を用いたワット毎センチメートル毎ケルビン（W/cm K）も使われる。

## 定義
熱伝導率は温度勾配に対する熱流密度の比として定義される。
すなわち、熱流密度を j、熱力学温度を T として、勾配 grad により
{\displaystyle {\boldsymbol {j}}=-\lambda \operatorname {grad} T}
と表したときの係数 λ が熱伝導率である。この式はフーリエの法則と呼ばれている。
つまり、一般に熱伝導率は温度に依存しており、定数ではない。

## 関連する物理量
熱伝導率の逆数を熱抵抗率という。また、熱伝導率に似ているが異なる物理量として 
- 熱拡散率 - 温度勾配により運ばれる温度（熱エネルギー）の拡散係数
- 熱拡散係数 - 混合物に温度勾配がある場合に、熱拡散により濃度勾配が生じる時の大きさを規定する物理量
- 熱伝達係数 - 物質間の熱の伝わり易さを表す値

がある。
熱伝導率を用いて定義される無次元数には、プラントル数、ヌセルト数、ビオ数、ルイス数、レイリー数などがある。

## 値の例
| 材料                            | 熱伝導率 [W/m·K] |
| ------------------------------- | ---------------- |
| カーボンナノチューブ（C）       | 3000 - 5500      |
| ダイヤモンド（C）               | 1000 - 2000      |
| 銀（Ag）（0℃）                  | 428              |
| 銅（Cu）（0℃）                  | 403              |
| 金（Au）（0℃）                  | 319              |
| アルミニウム（Al）（0℃）        | 236              |
| シリコン（Si）                  | 168              |
| 炭素（人造黒鉛・カーボン）（C） | 100～250         |
| 真鍮（Cu：Zn=7：3）（0℃）       | 106              |
| ニッケル（0℃）                  | 94               |
| 鉄（Fe）（0℃）                  | 83.5             |
| 白金（Pt）（0℃）                | 72               |
| ステンレス鋼                    | 16.7 - 20.9      |
| 水晶（SiO2）                    | 8                |
| 磁器（空孔率0.25％のもの）      | 1.5              |
| 石英ガラス（0℃）                | 1.4              |
| 陶器                            | 1-1.6            |
| 水（H2O）（0℃-80℃）             | 0.561-0.673      |
| ポリエチレン                    | 0.41             |
| エポキシ樹脂 "bisphenol A"      | 0.21             |
| シリコーン（Qゴム）             | 0.16             |
| 木材                            | 0.15 - 0.25      |
| 羊毛                            | 0.05             |
| 発泡ポリスチレン "Styrofoam"    | 0.03             |
| 空気                            | 0.0241           |

## 測定法
- レーザーフラッシュ法（英語版）
熱拡散率と比熱容量を測定し、別に求めた密度と合わせて熱伝導率を計算する(比熱容量も別に測定することがある)。均一材料の温度の過渡応答を測定理論に用いているため、複数の材料が接続している場合の測定には向かない。
- 定常熱流法・平板熱流計法
温度差及び熱流束から熱伝導率を直接測定する。土壌の熱伝導率測定などにも使われる。
- 熱線法
熱線（ヒーター線）の発熱量と温度上昇量から、熱伝導率を直接測定する。